# Campeonato de Oceanía de Judo de 1965
El I Campeonato de Oceanía de Judo se celebró en Auckland (Nueva Zelanda) en 1965 bajo la organización de la Unión de Judo de Oceanía.
En total se disputaron tres pruebas diferentes, todas ellas en la categoría masculina.

## Resultados

### Masculino
| Evento      | Oro                          | Plata                          | Bronce |
| ----------- | ---------------------------- | ------------------------------ | ------ |
| Peso ligero | John Burke Nueva Zelanda     | Armando Infantino Australia    | —      |
| Peso medio  | Bruce McCoombe Nueva Zelanda | David Delay Nueva Zelanda      | —      |
| Peso pesado | John Oosterman Nueva Zelanda | Theodore Boronovskis Australia | —      |

## Medallero
| Núm. | País          | Oro | Plata | Bronce | Total |
| ---- | ------------- | --- | ----- | ------ | ----- |
| 1    | Nueva Zelanda | 3   | 1     | 0      | 4     |
| 2    | Australia     | 0   | 2     | 0      | 2     |
|      | TOTAL         | 3   | 3     | 0      | 6     |